# Анибал Каваку Силва
Анибал Каваку Силва [ɐˈniβal kɐˈvaku ˈsilvɐ] (на португалски: Aníbal António Cavaco Silva) е португалски икономист и политик.
Президент е на Португалия в периода 2006 – 2016 г. В периода от 1985 до 1995 г. е министър-председател.

## Отношения с България
През юни 2015 г. идва Силва идва на официално посещение в България, по време на което се среща с българския президент Росен Плевнелиев. Удостоен е с орден Стара планина с лента.